# Площадь Маяковского (Таганрог)
Площадь Маяковского — площадь в Таганроге. Подавляющая часть площади Маяковского занята расположенными на ней корпусами, скверами и спортивными площадками Инженерно-технологической академии Южного федерального университета.

## География
Площадь Маяковского ограничена улицей Энгельса (Корпус «Г» Радиоинститута), Некрасовским переулком (Корпус «Д» Радиоинститута), улицей Шевченко и Добролюбовским переулком.
Почтовый индекс объекта — 347900.

## История
Формирование этой площади относится к 1780—1790 годам. Она занимала территорию сразу за крепостным валом, примыкая к дороге, ведущей через Южные ворота.

## Памятники
- Бюст Анатолия Ломакина. Скульптор Н. А. Селиванов.